# Mayo-Kani
Mayo-Kani is een departement in Kameroen, gelegen in de regio Extrême-Nord. De hoofdstad van het departement heet Kaélé. De totale oppervlakte bedraagt 5 033 km². Er wonen 404 646 mensen in Mayo-Kani.

## Districten
Mayo-Kani is onderverdeeld in zeven districten:
- Dziguilao
- Guidiguis
- Kaélé
- Mindif
- Moulvoudaye
- Moutourwa
- Touloum